# Caecum bipartitum
Caecum bipartitum är en snäckart som beskrevs av de Folin 1870. Caecum bipartitum ingår i släktet Caecum och familjen Caecidae. Inga underarter finns listade i Catalogue of Life.